# Kóslan
Kóslan (en rus: Кослан) és un poble de la República de Komi, a Rússia, segons el cens del 2010 tenia 2.288 habitants.